# IC 1411
IC 1411 ist eine elliptische Galaxie vom Hubble-Typ E im Sternbild Aquarius auf der Ekliptik. Sie ist schätzungsweise 366 Millionen Lichtjahre von der Milchstraße entfernt.
Das Objekt wurde am 6. November 1891 von Stéphane Javelle entdeckt.